# Nghiêm Ích Khiêm
Nghiêm Ích Khiêm (嚴益謙; 1459-1499), tên tự là Phúc Lợi, thụy Bình Sơn (屏山); là võ tướng đời Lê Thánh Tông (1442 – 1497).

## Thân thế
Nghiêm Ích Khiêm sinh vào năm Kỷ Mão (1459 - thời Lê Nhân Tông Diên Ninh lục niên - tức đời Vua Diên Ninh thứ 6) tại xã Lan Độ, huyện Đông Ngàn, phủ Từ Sơn, xứ Kinh Bắc, nay là làng Quan Độ, xã Văn Môn, huyện Yên Phong, tỉnh Bắc Ninh.
Ông xuất thân từ một gia đình, dòng họ có truyền thống vẻ vang, gắn liền với lịch sử nhà Trần, và đặc biệt là thời nhà Lý với nhiều người làm quan và đóng góp lớn cho triều đình.
Nghiêm Ích Khiêm là con trai của Nghiêm Khắc Nhượng (thụy Ngũ Khê) và bà Hà Thị (hiệu Từ Nhân). Ông nổi tiếng văn võ song toàn, có sức mạnh và thông hiểu binh pháp. Thuở nhỏ, ông theo học chữ nho, mọi kinh sử ông đều không đạt, khoa thi năm Canh Tuất đời Vua Hồng Đức năm thứ 21 (1490), ông đỗ Hoàng giáp Tiến sĩ, đứng tên thứ 14, năm đó ông vừa tròn 31 tuổi.

## Sự nghiệp
Nghiêm Ích Khiêm là người học rộng tài cao, văn võ song toàn. Làm quan tới chức Đạt tín đại phu - Cẩm y vệ Đoán sự ty - Đoán sự - Cẩm y vệ Đô chỉ huy sứ và luôn luôn thường trực tại Điện Kim Quang - nơi Nhà vua làm việc.
Trong khi làm quan, ông luôn đề cao phẩm hạnh: Trung nghĩa đức nhân, giữ trọn thần tiết vua, với nước, do vậy ông đã được Nhà vua sủng ái, sĩ phu trọng vọng.

## Qua đời
Ngày 30/5 năm Kỷ Mùi, đời vua Lê Hiến Tông, năm Cảnh Thống năm thứ hai (1499), ông qua đời, thọ 41 tuổi. Mộ táng tại Xứ Đồng Ngọc - Đại tha ma, thuộc làng Quan Độ nay.

## Gia quyến
Chính thất phu nhân của ông là người cùng xã, có tên hiệu là Từ Huệ, cũng thuộc dòng thế gia lệnh tộc. Ngày 26/9, bà trở về cõi Phật, mộ tại Đồng Ngọc Xứ - Đại tha ma.
Người con trai duy nhất của Nghiêm Ích Khiêm và bà Từ Huệ là Nghiêm Khải (thụy Hòa Phủ).
Nghiêm Ích Khiêm có người anh họ (anh nhà bác) là Tiến sĩ Nghiêm Phụ khoa Mậu Tuất (1478).
Ngoài ra, Nghiêm Ích Khiêm còn có người em gái là chính thất của Tiến sĩ Đàm Thận Huy cùng khoa thi năm 1490, quê ở xã Ông Mặc liền kề.